# キプチョゲ・ケイノ
キプチョゲ・ケイノ（Kipchoge ("Kip") Keino, 1940年1月17日 - ）は、ケニアの元陸上競技選手である。彼の活躍がほかのケニアの選手たちに影響を及ぼし、現在、陸上中長距離において一大勢力を誇るケニア台頭のきっかけとなった選手である。

## 経歴
ケイノは、1962年にオーストラリアのパースで開催された英連邦大会の3マイル（約4.8 km）に出場し11位に入ったのが彼のキャリアの始まりである。1964年の東京オリンピックでは5,000で5位入賞し、1,500mでは惜しくも決勝進出を逃している。
1965年の8月に、ケイノは初挑戦した3,000mでそれまでの世界記録を6秒以上更新し、7分39秒6を達成した。その後、5,000mでもロン・クラークの持っていた世界記録も更新する。1966年は、ジャマイカのキングストンで開催された英連邦大会で、1マイルと3マイルで金メダルを獲得、1970年の英連邦大会でも、1500mで金メダル、5,000mで銅メダルを獲得している。
1968年のメキシコシティオリンピックでは、1,500mではアメリカのジム・ライアンとの激闘の上、初めての金メダルを獲得（ケニア初の金メダルである。）。そして、5,000mでは病気にもかかわらず銀メダルを獲得した。1972年のミュンヘンオリンピックでも、ケイノは3,000m障害で金メダルを、1,500mで銀メダルを獲得した。
長脚を生かした伸びやかで柔らかいフォームはエレガントで、草原を疾駆するチーターを思わせ『草原のランナー』と呼ばれた。

## その後
現在は、ケニア西部にある広大な農場で、孤児のための慈善団体を運営している。また、ケニアオリンピック委員会の会長である。この功績により2016年のリオデジャネイロオリンピックの開会式でオリンピック栄誉賞(en:Olympic Laurel)を受賞した。